# Isachar
Isachar (hebrejsky יִשָּׂשׂכָר‎, Jisaschar), do češtiny přepisováno též jako Izachar, Jisachar nebo Jissachar, je jméno devátého Jákobova syna, kterého mu porodila jeho první manželka Lea jako svého pátého syna. Jméno se vykládá jako „Najatý za mzdu“ či „Odměna“. Jménem tohoto syna byl též nazýván jeden z izraelských kmenů. Příslušníci tohoto kmene jsou označování jako Isacharovci. O samotném Jákobovu synu jménem Isachar se z biblických příběhů téměř nic nedozvídáme. ֹVíme pouze, že měl čtyři syny. Obsáhlejší zprávy máme pouze o životě některých jednotlivců, kteří pocházeli z Isacharova rodu. K nim patřil například soudce Tóla nebo král Baeša, jenž vládl Severnímu izraelskému království 24 let.

## Další osoba téhož jména vTanachu
- Levita, sedmý syn Obéd-edóma z Kórachova rodu,[11] jenž byl se svými potomky pověřen strážní službou v jeruzalémských branách a Chrámu – Český ekumenický překlad přepisuje jméno tohoto Levity jako Jisakar.